# Si lo sé no vengo
Si lo sé no vengo fue un programa concurso emitido, inicialmente, los jueves por la noche que, posteriormente, a partir del 6 de octubre de 1985, pasó a la tarde de los domingos por Televisión Española (TVE 1) entre 1985 y 1988. Presentado por Jordi Hurtado y copresentado en su primera etapa por Virginia Mataix, también intervenían Juanjo Cardenal y como azafatas Jair Pont, Elena, y Janine. El creador y director del programa era Sergi Schaaff.

## Desarrollo del programa
El concurso consistía en superar pruebas, la mayoría de las veces en tono humorístico, mientras la voz en off de Juanjo Cardenal hacía preguntas al concursante, con la dificultad de que las preguntas llegaban al mismo tiempo que éste iba haciendo las pruebas, que poco a poco se iban acumulando una tras otras, y sólo tenía unos segundos para pensar la respuesta y darla mientras seguía haciendo las pruebas. Cada prueba superada y pregunta contestada correctamente, el concursante acumulaba kilómetros que, una vez finalizado el concurso, podía cambiar por un viaje equivalente en kilómetros a la cantidad conseguida, por él, durante el juego.
El "osado concursante" era llevado al comienzo del concurso a un estrado por los forzudos González y González, al que tenía que volver cada vez que finalizaba con éxito alguna de las pruebas. En las primeras temporadas se realizaban dos rondas de 12 minutos en este estilo, en las cuales cada prueba otorgaba 1.000 km y cada pregunta 10.000 pesetas, mientras que en la última etapa se realizaba una única ronda de 18 minutos, a 2.000 km cada prueba y 10.000 pesetas cada pregunta.
La última prueba del programa era "Doble o mitad" en la que el concursante podía conseguir el doble de kilómetros y dinero, si superaba la prueba y contestaba correctamente a una pregunta, o bien quedarse con la mitad de lo ganado. La prueba era opcional. Consistía en una nueva ronda de pruebas, con la particularidad de que se le mostraban al concursante todas las pruebas antes de comenzar el tiempo, y después durante un tiempo de 5 minutos, debía ir haciendo las pruebas una por una. Cuando oyera la señal acústica, debía abandonar inmediatamente lo que estuviera haciendo y volver corriendo al estrado, y de ahí escoger una prueba diferente para seguir trabajando en ella hasta la siguiente señal acústica. Ganaría si completaba todas las pruebas antes del fin del tiempo.
Al final, se le mostraba un mapamundi al concursante con la zona más amplia cubierta por los kilómetros conseguidos. El concursante tenía derecho a un viaje de ida para hasta el total máximo de kilómetros con todos los gastos pagados para él solo, o bien dividir los kilómetros entre el total de acompañantes que deseara para el viaje, por ejemplo si conseguía 1000 km, tenía derecho a un viaje a esos 1000 kilómetros de distancia para él solo, o un viaje de 500 km para dos personas, o uno de 250 km para cuatro, etc. Además, si deseaba un viaje de ida y vuelta, debía dividir entre dos los kilómetros.
Tras esta prueba, había un juego final en el cual el concursante podía ganar premios adicionales. El primer juego consistía en lanzar un dardo a una ruleta giratoria que se clavaría en un número concreto. Al abrir la casilla correspondiente al número se revelaría un color que correspondía con un premio. El peor era el color negro que daba el peor premio del programa, un televisor en blanco y negro, mientras que el blanco otorgaba un premio económico millonario que iba acumulándose en un bote según se iban abriendo las casillas.
En la última etapa el premio se cambió por una ruleta luminosa con un pulsador que el concursante debía accionar. En la ruleta estaban los números del 0 al 9, mientras arriba había un marcador con una cifra que iría rellenándose con las cifras que aparecieran iluminadas cuando el concursante accionaba el pulsador y se paraba de mover la luz. El programa regalaba los tres primeros ceros, y debía accionar la ruleta tres veces intentando pararla siempre en el 9 o al menos en la cifra más alta, comenzando por las unidades de millar, después decenas de millar y por último las centenas de millar. A cada una, la ruleta iba cada vez más rápida. Así, la cifra podía subir hasta 999.000 pesetas, o cifras inferiores si los números iban siendo más bajos o incluso ceros a la izquierda.